# Episodi di Faber l'investigatore (quinta stagione)
La quinta stagione della serie televisiva Faber l'investigatore è stata trasmessa in anteprima in Germania da ARD tra il 4 novembre 1993 e il 30 dicembre 1993.
| nº | Titolo originale    | Titolo italiano | Prima TV Germania | Prima TV Italia |
| -- | ------------------- | --------------- | ----------------- | --------------- |
| 1  | Vaterliebe          |                 | 4 novembre 1993   |                 |
| 2  | Eine Landpartie     |                 | 11 novembre 1993  |                 |
| 3  | Auf eigene Rechnung |                 | 18 novembre 1993  |                 |
| 4  | Bosporus-Blues      |                 | 25 novembre 1993  |                 |
| 5  | Manuel              |                 | 2 dicembre 1993   |                 |
| 6  | Verhör am Sonntag   |                 | 9 dicembre 1993   |                 |
| 7  | Blumen für Halle    |                 | 16 dicembre 1993  |                 |
| 8  | Nachtwache          |                 | 23 dicembre 1993  |                 |
| 9  | Schnee von gestern  |                 | 30 dicembre 1993  |                 |